# Kim Sa, Tất Tiết
Kim Sa (chữ Hán giản thể: 金沙县, bính âm: Jīnshā Xiàn, âm Hán Việt: Kim Sa huyện) là một huyện thuộc địa cấp thị Tất Tiết, tỉnh Quý Châu, Cộng hòa Nhân dân Trung Hoa. Huyện này có diện tích 2258 kilômét vuông, dân số năm 2002 là 570.000 người. Mã số bưu chính của Kim Sa là 551800. Huyện lỵ đóng ở trấn Thành Quan. Về mặt hành chính, huyện này được chia thành 7 trấn và 20 hương và hương dân tộc. 
- Trấn: Thành Quan, Sa Thổ, An Để, Vũ Mô, Nham Khổng, Thanh Trì, Lam Đầu,.
- Hương: Nguyên Thon, Quan Điền, Hậu Sơn, Trường Bá, Mộc Khổng, Trà Viên, Hóa Giác, Cao Bình, Bình Bá, Tây Lạc, Long Bá, Quế Hoa, hương dân tộc DI và Miêu Thạch Trường, hương dân tộc Di và Miêu Thái Bình, hương dân tộc Ngật Lão và dân tộc Di, Miêu Thiến Môn, hương dân tộc Di và Miêu Mã Lộ, hương dân tộc Mã và Di, Miêu An Lạc, hương dân tộc Mãn và Di, Miêu Tân Hóa, hương dân tộc Bố-y và Di, Miêu Đại Điền.